# Theateranthropologie
Theateranthropologie ist ein Ansatz zur Erforschung der Schauspielkunst.

## Geschichte
Sie stammt von dem Regisseur und Theaterforscher Eugenio Barba und stützt sich auf die Untersuchung des Schauspielers für den Schauspieler. Barba schreibt in seinem Buch Ein Kanu aus Papier, dass der Schauspieler mit seinem Körper und Geist während des Schauspielens andere Leitlinien beachtet, als die im alltäglichen Leben. Diese nicht im Alltag gebräuchlichen Prinzipien setzt er mit dem Wort Technik gleich und schreibt dann von Schauspieltechniken weiter. Die Körpertechnik, welche wir im alltäglichen Leben verwenden, wird von unserer Kultur, unserem Beruf und unserem sozialen Status beeinflusst. In der Darstellung eines Schauspielers ist aber die Verwendung des Körpers völlig anders.

Diese pragmatische Wissenschaft macht dem Forscher den kreativen Prozess zugänglich und soll die Freiheit des Schauspielers im kreativen Prozess vergrößern. Der Philologe Anton Bierl schreibt, die Theateranthropologie betone die strukturellen Gemeinsamkeiten von Ritual und Theater. Nach den von der Theater-Anthropologie aufgestellten Kriterien der Unmittelbarkeit und Ephemerität wird nahezu alles zur Performance, was vom Darsteller in einen entsprechenden Rahmen gestellt wird.
Bekanntester Vertreter der Theateranthropologie war der polnische Regisseur und Theaterreformer Jerzy Grotowski, der in späten Jahren auch den gleichnamigen Lehrstuhl am Collège de France innehatte.

## Theateranthropologie bei Gerda Baumbach
Aufgrund verschiedener Menschenbilder, anthropologischer Konzepte und des Schauspielens selbst, entstehen verschiedene Theorien über den Schauspieler. Auch das Schauspielen selbst arbeitet an den Entwürfen des Menschenbildes mit. Menschsein und Schauspielen stehen in gegenseitiger Wechselwirkung zueinander. Theateranthropologie untersucht Menschen in der speziellen Situation des Schauspielens, in Zuständen des Darstellens, Aufführens und des Vorzeigens. Hier wird der Mensch somit nicht nur auf einer soziokulturellen Ebene, sondern auch auf einer physiologischen Ebene erforscht. Der Schauspieler analysiert Menschsein und zeigt seine Ergebnisse vor.